# 2030 CE
2030 CE è una serie televisiva canadese in 26 episodi trasmessi per la prima volta nel corso di 2 stagioni dal 2002 al 2003.

## Trama
La serie televisiva è d'avventura a sfondo fantascientifico, ambientata nell'anno 2030, in un futuro post-apocalittico e distopico. Qui gli abitanti della Terra non vivono oltre i trent'anni a causa della diffusione globale della Sindrome di Invecchiamento Progressivo (in inglese Progressive Aging Syndrome, o PAS). Gli scienziati, i governi e le grandi corporazioni industriali hanno quindi creato Nexes, un potente organismo che controlla ogni aspetto della società.

## Episodi
| Stagione         | Episodi | Prima TV USA | Prima TV Italia |
| ---------------- | ------- | ------------ | --------------- |
| Prima stagione   | 13      | 2002         | ?               |
| Seconda stagione | 13      | 2003         | ?               |

## Personaggi e interpreti

### Personaggi principali
- Hart Greyson (stagioni 1-2), interpretato da Corey Sevier, doppiato in italiano da Gabriele Lopex.[1]
- Zeus (stagione 1), interpretato da Curtis Harrison, doppiato in italiano da Stefano Crescentini.[1]
- Rome Greyson (stagioni 1-2), interpretata da Tatiana Maslany, doppiata in italiano da Veronica Puccio.[1]
- Jakki Kaan (stagioni 1-2), interpretata da Jessica Lucas, doppiata in italiano da Gemma Donati.[1]
- Robby Drake (stagioni 1-2), interpretato da Neil Denis, doppiato in italiano da Alessio De Filippis.[1]
- Maxine Rich (stagioni 1-2), interpretata da Elyse Levesque, doppiata in italiano da Letizia Scifoni.[1]
- Manno Susik (stagione 1), interpretato da Kjartan Hewitt, doppiato in italiano da Corrado Conforti.[1]
- Victor (stagione 2), interpretato da Richard Hurst, doppiato in italiano da Michele Kalamera.[1]
- Quixote (stagioni 1-2), interpretata da Skye O.J. Kneller, doppiata in italiano da Beatrice Gatto.[1]
- Rat (stagioni 1-2), interpretato da Michal Grajewsky, doppiato in italiano da Leonardo Graziano.[1]
- Faydra (stagione 2), interpretata da Brittany Scobie, doppiata in italiano da Cristina Giachero.[1]

### Personaggi ricorrenti
- Abby (stagioni 1-2), interpretata da Hilary Carroll.
- Friendly Monitor (Stagioni 1-2), interpretato da Caley Gibson.
- Solemn Boy (Stagioni 1-2), interpretato da Matthew J. Kok.
- Scotch (Stagioni 1-2), interpretato da Adam Smoluk.
- Dottoressa Green (Stagioni 1-2), interpretato da Jennifer Pudavick.
- VID Spokesperson (Stagioni 1-2), interpretato da K. Bethany Bomback.
- Davies (Stagioni 1-2), interpretato da Ryan Buffington.
- Molly (Stagione 1), interpretata da Paige Bannister.
- Byrd Macadorey (Stagione 1), interpretato da Craig Haas.
- MedSec Monitor (Stagione 1), interpretato da BJ Verot.
- Dottoressa Shin (Stagione 1), interpretata da Jennifer Villaverde.
- Sing (Stagione 2), interpretato da Jeffery Sutton.
- Dax Winter (Stagione 2), interpretato da Illya Torres-Garner.
- Cooper (Stagione 2), interpretato da David Turnbull.

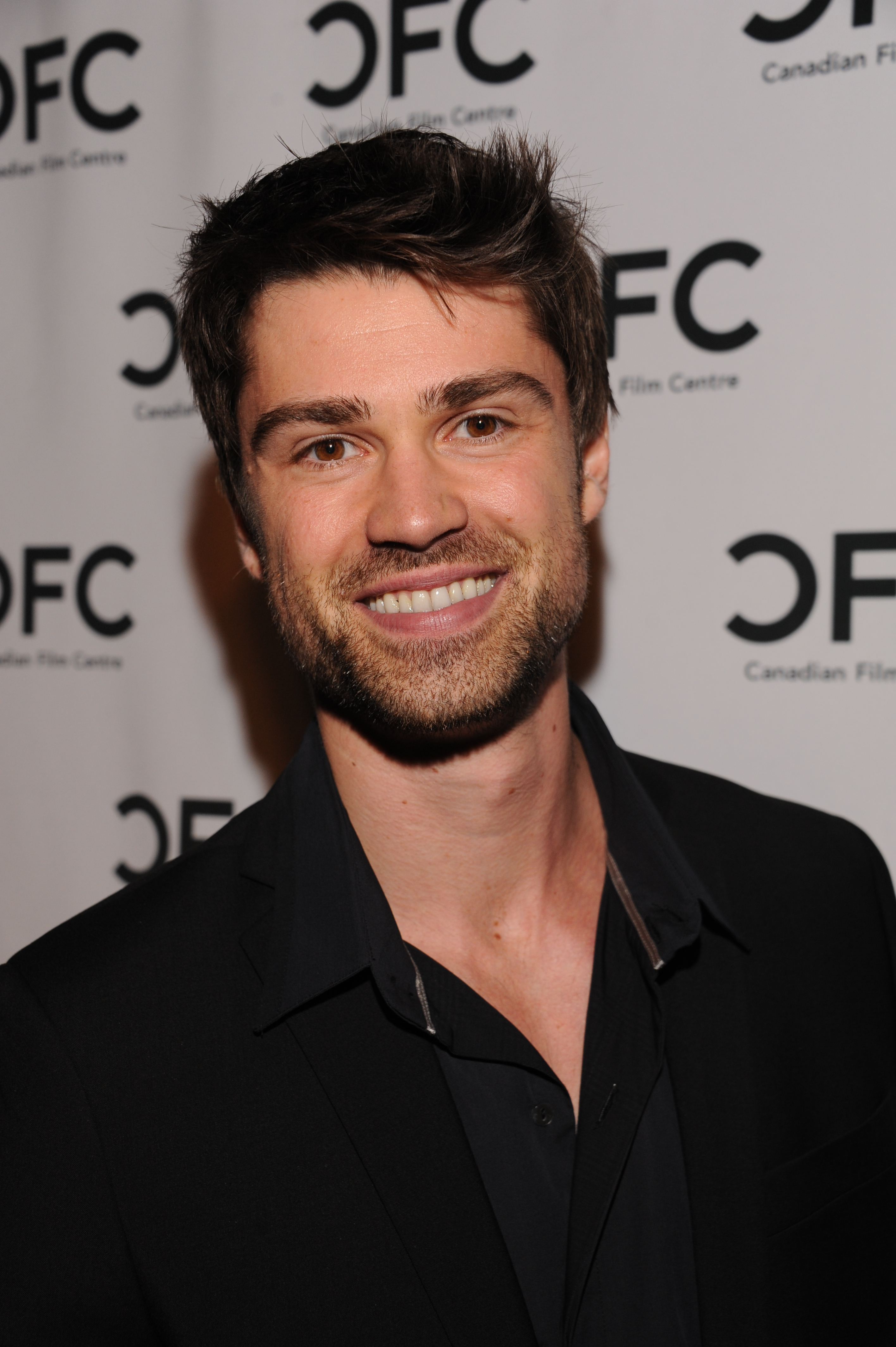
Corey Sevier, interprete di Hart Greyson
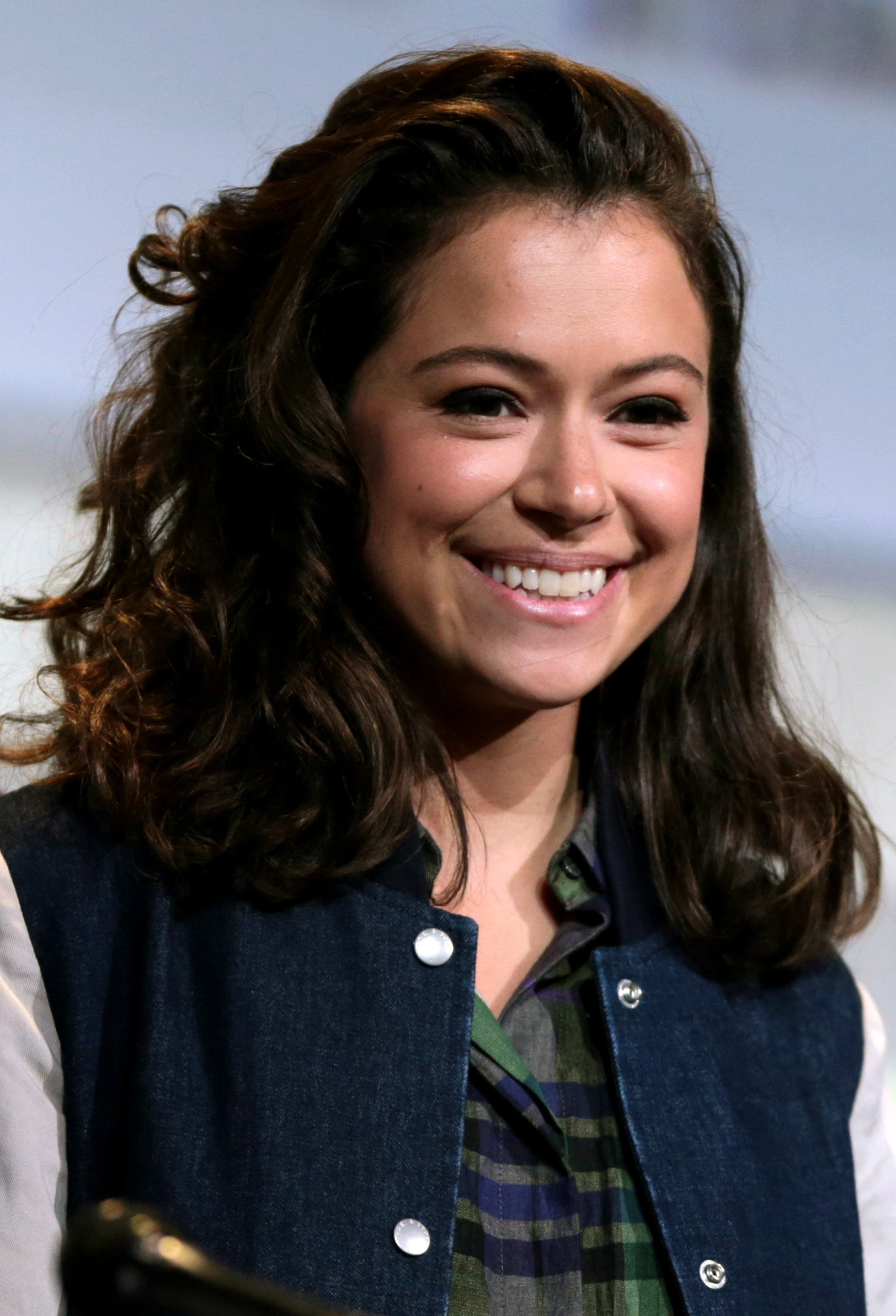
Tatiana Maslany, interprete di Rome Greyson
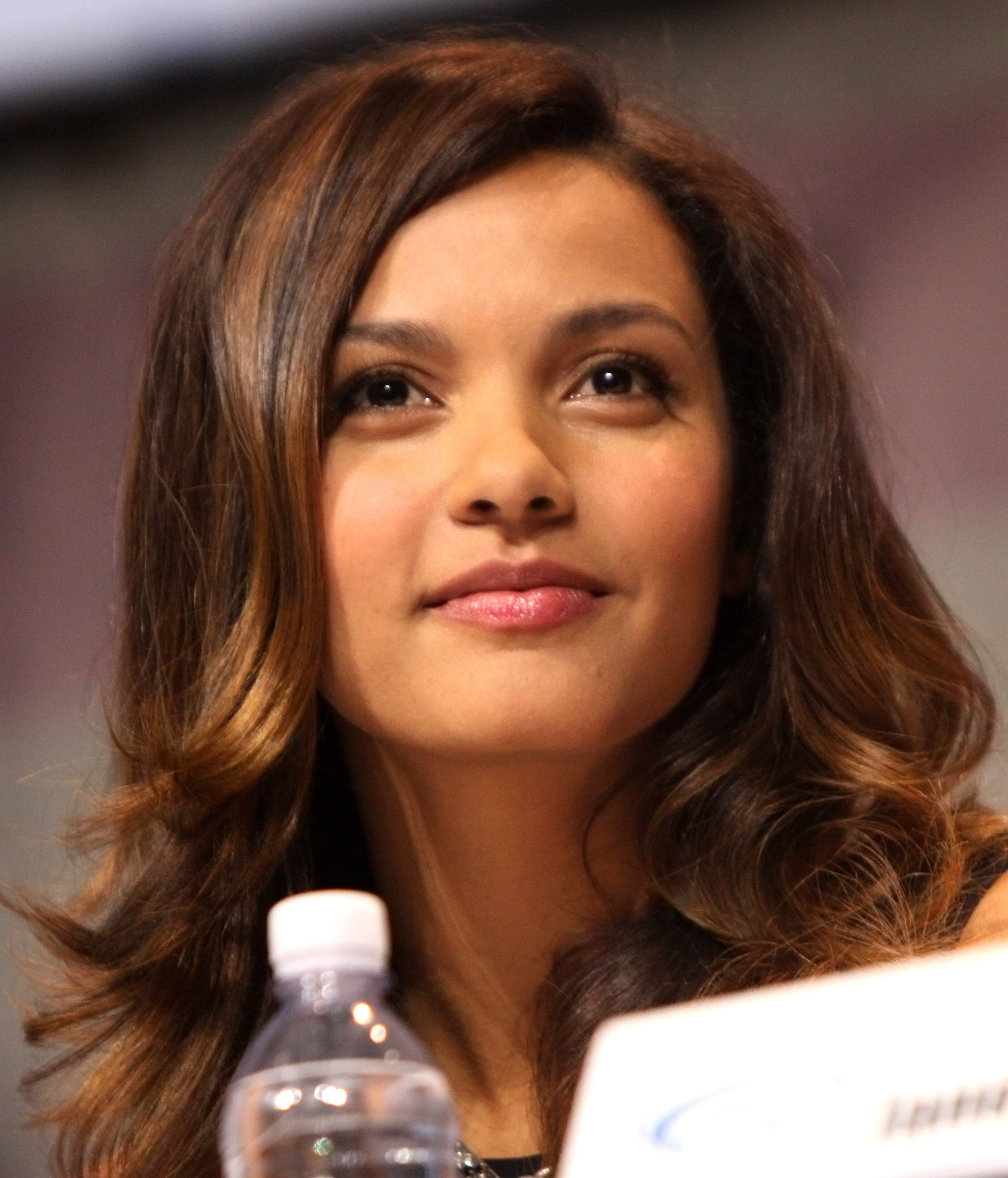
Jessica Lucas, interprete di Jakki Kaan
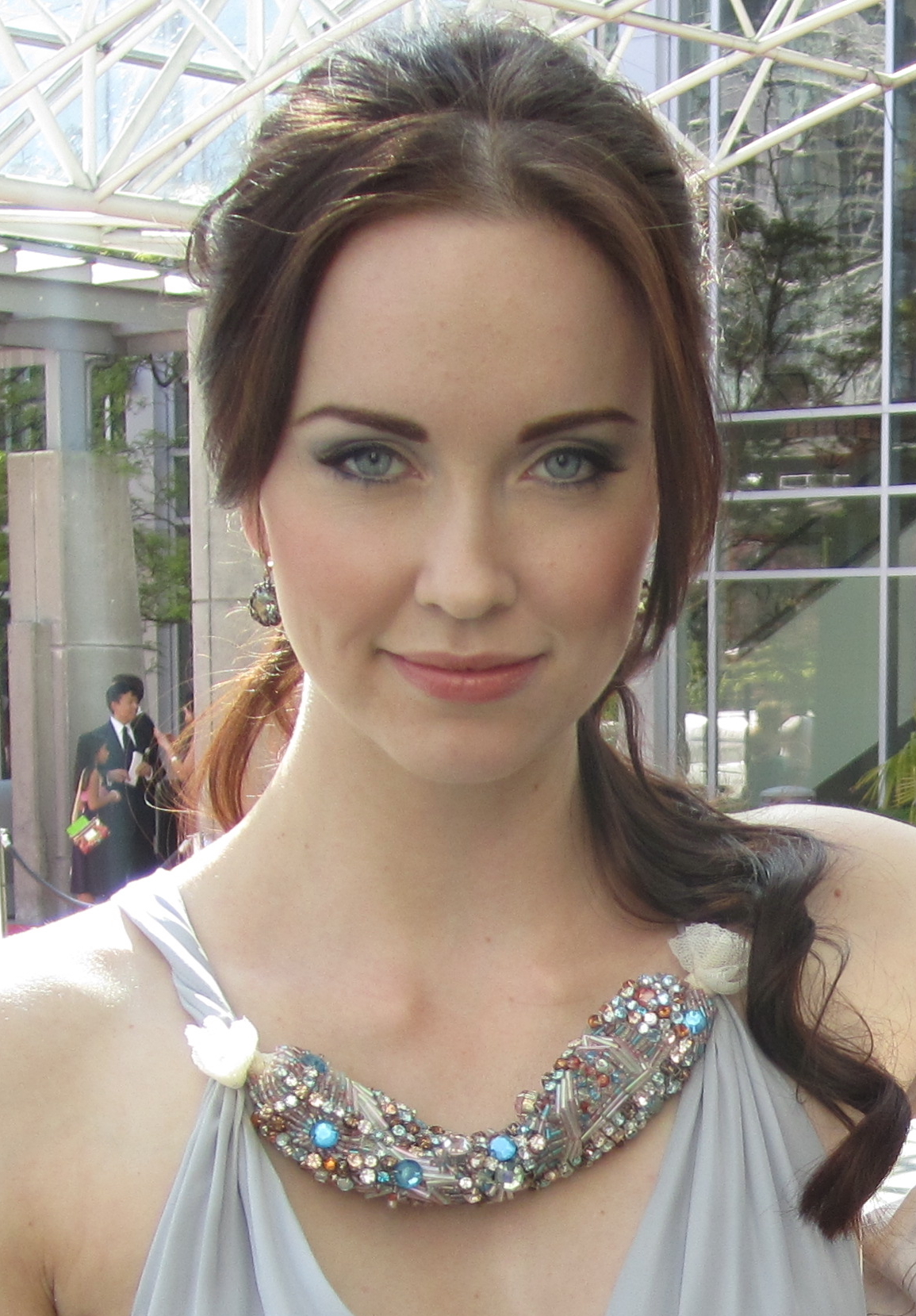
Elyse Levesque, interprete di Maxine Rich

## Produzione
La serie, ideata da Angela Bruce, Dennis Foon e Yan Moore, è stata prodotta da Angela Bruce Productions, Buffalo Gal Pictures, Minds Eye Entertainment e Yan Moore Productions e girata a Winnipeg in Canada. Le musiche sono state composte da Rob Bryanton, Jason Cullimore e Ross Nykiforuk.
Tra i registi della serie sono accreditati: Rob W. King (6 episodi, 2002-2003), Richard O'Brien-Moran (5 episodi, 2002-2003), Robert de Lint (3 episodi, 2002-2003), Norma Bailey (2 episodi, 2002), Francis Damberger (2 episodi, 2002), Grant Harvey (2 episodi, 2002), Michael Scott (2 episodi, 2003).

## Distribuzione
La serie è stata trasmessa in Canada dal febbraio 2002 all'aprile 2003 sulla rete televisiva YTV. In Italia è stata trasmessa dal 15 novembre 2005 su RaiSat Ragazzi, poi in replica su RaiSat Smash dal gennaio 2007 e su Rai Gulp, con il titolo 2030 CE. Il doppiaggio in italiano è avvenuto sotto la direzione di Gioacchino Maniscalco, con dialoghi curati da Laura Cosenza e Cristina Giachero.
Alcune delle uscite internazionali sono state: in Canada il 6 febbraio 2002, con il titolo AD 2030, e in Svezia il 27 agosto 2002, con il titolo Välkommen till 2030.

## Riconoscimenti
- Blizzard Awards
  - 2003 - Miglior interpretazione da un'attrice protagonista a Tatiana Maslany
- Gemini Awards
  - 2003 - Candidatura alla miglior colonna sonora per una serie drammatica a Rob Bryanton, Ross Nykiforuk e Jason Cullimore